# 曾赞荣
曾赞荣（1969年8月—），男，汉族，湖南邵东汪塘人，现任中共山东省委常委，中共青岛市委书记。曾任中共北京市房山区委书记、中共北京市通州区委书记、山东省人民政府副省长、党组副书记。

## 生平
曾赞荣1987年10月加入中国共产党，1988年毕业于邵东三中高中部92班，考入北京大学地理学系（今北京大学城市与环境学院）经济地理专业。1992年7月，他本科毕业，参加工作。1995年，他在北京大学获得人文地理学硕士学位，导师为胡兆量，学位论文题目为《我国边境经济特区规划研究》。
曾赞荣毕业后进入北京市规划系统工作。他曾担任北京市宣武区规划局副局长，北京市宣武区规划局党组书记、局长，北京市规划委宣武分局党组书记、局长。2004年1月升任北京市宣武区副区长。之后，他多年担任北京市国土资源局党组成员、副局长。
2012年2月，曾赞荣出任北京市房山区委副书记、政法委书记2014年12月，他出任房山区代区长。2015年1月，他被选为房山区区长。担任区长时，他依例同时担任中共房山区委副书记。2016年2月，曾赞荣升为中共北京市房山区委书记。同年4月，他辞去区长一职。2017年12月，他转往通州区任职，出任中共北京市通州区委书记。
2021年2月，曾赞荣赴山东省交流任职。18日，他参加了山东省2021年工作动员大会，落座于副省长孙继业之右。22日，山东省人大常委会任命他为山东省人民政府副省长。2022年6月，当选为中共山东省委常委，并担任山东省人民政府副省长、党组副书记。2023年12月，调任青岛市委书记。2024年1月，不再兼任山东省人民政府副省长。